# Biggin (Yorkshire du Nord)
Biggin est un village et une paroisse civile du Yorkshire du Nord, en Angleterre.